# Anja Barugh
Anja Niamh Barugh (geb. 21. Mai 1999 in Morrinsville) ist eine neuseeländische Freestyle-Skierin.

## Leben
Barugh wurde in Morrinsville geboren und lernte im Alter von sechs Jahren am Mount Ruapehu das Skifahren. 2017 zog sie von Pukehina nach Wanaka,  wo sie ihr letztes Schuljahr im Fernunterricht an der Fernschule Te Aho o Te Kura Pounamu absolvierte.
Barugh absolvierte ihren ersten Freestyle-Skiing-Weltcup im Rahmen des Weltcups 2018/19, wo sie in der Halfpipe den 21. Rang erreichte. In den drei folgenden Saisons erreichte sie jeweils den 30., 20. und 27. Rang. Bei den Weltmeisterschaften 2021 belegte sie den 15. Rang. Bei den Olympischen Winterspielen 2022 erreichte sie in der Halfpipe den 19. Platz.